# Enizemum huronense
Enizemum huronense là một loài tò vò trong họ Ichneumonidae.